# Wish Wish
Wish Wish è un brano del DJ statunitense DJ Khaled contenuto nel suo undicesimo album in studio, Father of Asahd.
Il brano vede la partecipazione dei rapper statunitensi Cardi B e 21 Savage.

## Antefatti
La collaborazione è stata anticipata per la prima volta il 12 febbraio 2019.

## Accoglienza
Thomas Hobbs del NME ha lodato la produzione di Tay Keith paragonandolo a John Carpenter.

## Video musicale
Il video musicale, diretto da Eif Rivera e co-diretto da Khaled, è stato reso disponibile il 20 maggio 2019.

## Classifiche
| Classifica (2019) | Posizione massima |
| ----------------- | ----------------- |
| Australia         | 88                |
| Canada            | 28                |
| Francia           | 129               |
| Regno Unito       | 81                |
| Stati Uniti       | 19                |
| Svezia            | 90                |